# Sabiá-chileno
Mimus thenca  (conhecida apenas como Tenca) é uma espécie de ave da família Mimidae. É endémica do Chile. Os seus habitats naturais são: matagal árido tropical ou subtropical e florestas secundárias altamente degradadas.